# Masciaghi
F.lli Masciaghi S.p.A. ist ein italienischer Fahrradhersteller aus Monza. Die Firma vertreibt ihre Räder unter den Handelsnamen COPPI, BUGNO, MASH FORM, MASCIAGHI - FREJUS, GLORIA, HENRY HOGAN und EASY LIFE.
Die Brüder Masciaghi gründeten 1967 eine kleine Werkstatt für Fahrräder in Monza. 1974 wurde die Firma zur S.p.A. (Aktiengesellschaft nach italienischem Recht) und zog in die Cavenago Brianza. 1994 erwarben die Masciaghi Brüder die Markenrechte der vom gleichnamigen italienischen Radrennfahrer gegründeten Rennradmanufaktur „Fausto Coppi“ und stiegen ins internationale Rennradgeschäft ein.

## Radsport
Nach Unternehmensangaben errangen die Rennradfahrer Gianni Bugno, Michele Bartoli, Mauro Gianetti, Davide Rebellin, Luc Leblanc, Fabiana Luperini und Pascal Richard Siege auf von Masciaghi gebauten Rädern.